# Chudoba v Jižní Koreji
Chudobou je v Jižní Koreji bylo podle odhadu k roku 2003 postiženo asi 15 % obyvatel (zhruba 8 milionů obyvatel z celkových 50 milionů). Chudoba byla na poklesu až do konce devadesátých let, ale od té doby vzrostla. Podle jiných zdrojů trpí chudobou přibližně 25 % obyvatel.
Zpráva OECD pro rok 2012 uvádí, že „zlepšení sociální soudržnosti snižováním nerovnosti a relativní chudoby“, je jedním z klíčových problémů, kterým čelí Jižní Korea.[zdroj?]
Chudoba v Jižní Koreji ovlivňuje především starší vrstvu obyvatel. Téměř polovina starších obyvatel žije v relativní chudobě, což je nejvyšší podíl mezi zeměmi OECD.[zdroj?] Některé jihokorejské důchodkyně si musí přivydělávat prostitucí.

## Sociální sebevraždy
V roce 2013 více než 4000 Jihokorejců ve věku nad 65 let spáchalo sebevraždu, převážně kvůli osamělosti a chudobě.